# Pseudogymnoascus bhattii
Pseudogymnoascus bhattii är en svampart som beskrevs av Samson 1972. Pseudogymnoascus bhattii ingår i släktet Pseudogymnoascus och familjen Pseudeurotiaceae.   Inga underarter finns listade i Catalogue of Life.